# Primo ufficiale di macchina

Grado per primo ufficiale di macchina della Marina mercantile italiana

Quella di primo ufficiale di macchina è una qualifica professionale prevista e certificata della normativa internazionale di cui alla IMO STCW in vigore ed una posizione prevista dalla Gerarchia di bordo sulle navi mercantili italiane e non.
Il certificato di abilitazione (detto anche certificato di competenza) alla qualifica di primo ufficiale di macchina è comunemente detto "patente" per distinguerlo da quello precedente di ufficiale di macchina che, essendo di rango inferiore, è invece detto "patentino".
In seguito all'apertura di una procedura di infrazione da parte dell'Unione europea nei confronti dell'Italia (e di altri Stati UE) successivamente archiviata poiché ottemperata, per poter sostenere l'esame di abilitazione a primo ufficiale di macchina presso le Direzioni marittime è necessario che i possessori del titolo di ufficiali di macchina abbiano frequentato e superato il corso di formazione di 570 ore a livello direttivo per il conseguimento delle competenze necessarie a rivestire tale ruolo.

## Funzioni
Il primo ufficiale di macchina, quando in mancanza del secondo direttore di macchina nell'organico della nave, è l'ufficiale della sezione più alto in grado che in via gerarchica discendente segue immediatamente il direttore di macchina, espletando la funzione di ufficiale alla Direzione di macchina nei casi di impedimento del direttore titolare. Egli è l'ufficiale di macchina al quale compete, per incarico ricevuto dal direttore di macchina, il controllo e la manutenzione della motrice principale, la responsabilità della propulsione e la manutenzione ed il controllo delle macchine ausiliarie per la produzione di energia elettrica.

### Primo ufficiale di macchina su navi con apparato motore principale pari o superiore a 3000 kW
I possessori del certificato di competenza IMO STCW, rilasciato per la qualifica primo ufficiale di macchina su navi con apparato motore principale pari o superiore a 3000 kW possono imbarcare a bordo di navi aventi un apparato motore principale di qualsiasi potenza.
Per conseguire il certificato di abilitazione (detto "patente") di primo ufficiale di macchina su navi con apparato motore principale pari o superiore a 3000 kW occorrono i seguenti requisiti:
- essere in possesso del certificato di abilitazione (detto "patentino") di ufficiale di macchina;
- essere in possesso di un diploma di scuola secondaria di II ciclo dell'istituto tecnico indirizzo trasporti e logistica opzioni conduzione apparati e impianti marittimi, che fornisce le conoscenze di cui alla sezione A-III/1 del codice STCW, riconosciuto dal Ministero delle infrastrutture e dei trasporti;
- in alternativa al requisito di cui al punto precedente, essere in possesso di un titolo di studio conclusivo di un percorso di secondo ciclo, integrato dal percorso formativo per l'acquisizione delle competenze specifiche di macchina di cui alla sezione A-III/1 del codice STCW;
- aver effettuato 18 mesi di navigazione in qualità di ufficiale responsabile di una guardia in macchina, a livello operativo, su navi con apparato motore principale di potenza pari o superiore a 3000 kW, soggette alle disposizioni impartite dalla Convenzione STCW, risultanti dal libretto di navigazione;
- aver completato un modulo formativo e di addestramento sugli standard specifici della sezione A-III/2 del codice STCW per direttori di macchina e primi ufficiali di macchina[3]. Tale modulo è svolto presso istituti autorizzati dal Ministero delle infrastrutture e dei trasporti relativamente ad un percorso formativo per l'acquisizione delle competenze specifiche di macchina;
- aver sostenuto, con esito favorevole, un esame teorico pratico, dopo il completamento del periodo di navigazione previsto al secondo paragrafo, sul possesso delle competenze e capacità di eseguire i compiti e le mansioni di primo ufficiale di macchina di cui alla sezione A-III/2 del codice STCW, a livello direttivo.

### Primo ufficiale di macchina su navi aventi un apparato motore principale tra 750 e 3000 kW
Il primo ufficiale di macchina su navi aventi un apparato motore principale tra 750 e 3000 kW, assume la responsabilità della guardia in macchina, a livello direttivo, in un locale apparato motore presidiato o periodicamente non presidiato a bordo di navi aventi un apparato motore principale con potenza di propulsione compresa tra 750 e 3000 kW.
Per conseguire il certificato di abilitazione (detto "patente") di primo ufficiale di macchina su navi aventi un apparato motore principale tra 750 e 3000 kW occorrono i seguenti requisiti:
- essere in possesso del certificato di abilitazione (detto "patentino") di ufficiale di macchina;
- essere in possesso di un diploma di scuola secondaria di II ciclo dell'istituto tecnico indirizzo trasporti e logistica opzioni conduzione apparati e impianti marittimi, che fornisce le conoscenze di cui alla sezione A-III/1 del codice STCW, riconosciuto dal Ministero delle infrastrutture e dei trasporti;
- in alternativa al requisito di cui al paragrafo precedente, essere in possesso di un titolo di studio conclusivo di un percorso di secondo ciclo, integrato dal percorso formativo per l'acquisizione delle competenze specifiche di coperta di cui alla sezione A-III/1 del codice STCW;
- aver effettuato 12 mesi di navigazione in qualità di ufficiale responsabile di una guardia in macchina, a livello operativo, su navi con apparato motore principale di potenza compresa tra 750 e 3000 kW, soggette alle disposizioni impartite dalla Convenzione STCW, risultanti dal libretto di navigazione;
- aver completato un modulo formativo e di addestramento sugli standard specifici della sezione A-III/2 del codice STCW per direttori di macchina e primi ufficiali di macchina[3]. Tale modulo è svolto presso istituti autorizzati dal Ministero delle infrastrutture e dei trasporti relativamente ad un percorso formativo per l'acquisizione delle competenze specifiche di macchina;
- aver sostenuto, con esito favorevole, un esame teorico pratico, dopo il completamento del periodo di navigazione previsto al quarto punto, sul possesso delle competenze e capacità di eseguire i compiti e le mansioni di primo ufficiale di macchina di cui alla sezione A-III/2 del codice STCW, a livello direttivo.

### Fonti normative internazionali
- Legge 21 novembre 1985, n. 739, in materia di "Adesione alla convenzione del 1978 sulle norme relative alla formazione della gente di mare, al rilascio dei brevetti ed alla guardia."
- Decreto del presidente della Repubblica 8 novembre 1991, n. 435, in materia di "Approvazione del regolamento per la sicurezza della navigazione e della vita umana in mare."
- Decreto legislativo 7 luglio 2011, n. 136, in materia di "Attuazione della direttiva 2008/106/CE concernente i requisiti minimi di formazione per la gente di mare."
- Decreto legislativo 12 maggio 2015, n. 71, in materia di "Attuazione della direttiva 2012/35/UE, che modifica la direttiva 2008/106/CE, concernente i requisiti minimi di formazione della gente di mare."

### Fonti normative italiane
- Decreto ministeriale del 30 novembre 2007 Archiviato il 3 febbraio 2015 in Internet Archive. e successive modificazioni (vedi sotto)
  -  Decreto ministeriale del 6 settembre 2011, su mit.gov.it. URL consultato il 6 febbraio 2015 (archiviato dall'url originale il 17 agosto 2014).
  -  Decreto ministeriale del 7 novembre 2011 (PDF), su iosrlcultura.com.
- Decreto legislativo 7 luglio 2011, n. 136. Attuazione della direttiva 2008/106/CE concernente i requisiti minimi di formazione per la gente di mare., su mit.gov.it. URL consultato il 6 febbraio 2015 (archiviato dall'url originale il 17 agosto 2014).
- Decreto ministeriale del 4 dicembre 2013 (PDF), su amadi.org.

### Testi
- Serena Cantoni, Sali a bordo. Perché scegliere la carriera marittima Archiviato il 3 giugno 2016 in Internet Archive.. Ministero dei trasporti e della navigazione, Roma.